# ЗІЛ-114
ЗІЛ-114 — радянський малосерійний представницький легковий автомобіль вищого класу з кузовом «лімузин».
Його виробництво почалося в 1967 році, змінивши на конвеєрі ЗІЛ-111, і закінчилося в 1978 році, коли його у свою чергу замінив ЗІЛ-4104. Всього було виготовлено 113 автомобілів ЗІЛ-114.. Є аналогом Lincoln Continental 53A 1965 року.

## Особливості конструкції
Склопідйомники всіх дверей мали електроприводи, а замки дверей централізоване блокування. Машина комплектувалась також кондиціонером. Завдяки атермальним склам, в сонячну погоду не підвищувалась температура в салоні. Для зручності входу й виходу кермове колесо було виконане відкидним.
На машину встановлювався 7-літровий двигун потужністю 300 кінських сил. В двигуна ЗІЛ-114 — алюмінієвий блок циліндрів, чотирьохкамерний карбюратор, транзисторна система запалювання і гідравлічні штовхачі клапанів. Цей пристрій, вперше застосований ще на ЗІС-110 в 1946 році, робить непотрібним регулювання зазору в клапанному механізмі протягом всього терміну служби двигуна й різко знижує шум ГРМ.
Автомобіль оснащався автоматичною гідромеханічною трансмісією. Управління переключенням передач — автоматичне, але допускає втручання водія для вибору потрібної передачі. Привід кермового управління — з гідропідсилювачем.
Шасі ЗіЛ-114 мало потужну раму периферійного типу, дуже жорстку на скручування і добре захисну при зіткненні (так як в центральній її частині лонжерони були «розведені» до боків і розміщались практично за порогами кузова).
Незалежна передня підвіска — безшкворнева, на поздовжніх торсіонних стержнях, які працюють на скручування. Задня підвіска — залежна на поздовжніх листових ресорах, звичайного типу.
Гальма — дискові на всіх колесах, з каскадною системою підсилювачів і роздільними контурами.

## Технічні характеристики
| Технічні характеристики       | Технічні характеристики                         |
| ----------------------------- | ----------------------------------------------- |
| Двигун                        | Бензиновий                                      |
| Тип двигуна                   | карбюраторний, чотиритактний, восьмициліндровий |
| Марка двигуна                 | ЗІЛ-114                                         |
| Циліндри / Клапани            | V8 / 16                                         |
| Об'єм                         | 6959 см3                                        |
| Хід поршня / Діаметр циліндра | 95 / 108 мм                                     |
| Ступінь стиску                | 9,5                                             |
| Система живлення              | карбюратор                                      |
| Охолодження                   | рідинне                                         |
| Потужність                    | 300 к.с. (220 кВт) при 4400 об/хв               |
| Крутний момент                | 559 Нм при 2800 об/хв                           |
| Трансмісія                    | 3-ст. АКПП                                      |
| Макс. швидкість               | 190 км/год                                      |

## Модифікації

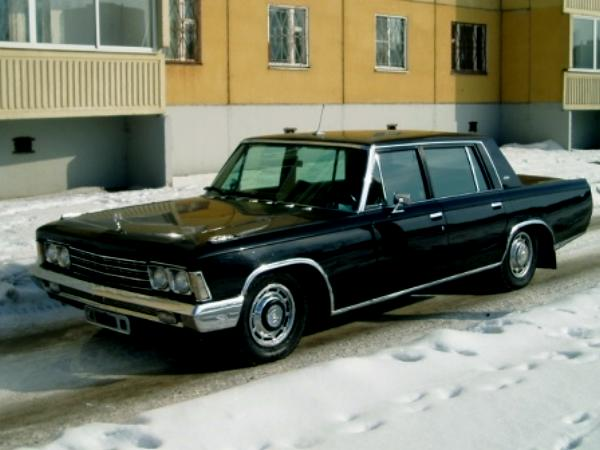
ЗіЛ-117 (1971-1978)

- ЗІЛ-114Е — автомобіль із засобами спецзв'язку і екранованою системою запалювання.
- ЗІЛ-114А — медичний універсал (5 місць + 1 хворий), 1974 р. (побудовано 2 примірники), автомобіль включався в кортеж Генерального секретаря ЦК КПРС.
- ЗІЛ-114К — автомобіль із захищеним кузовом і великим люком на даху, 1970 р.
- ЗІЛ-117 — вкорочений автомобіль з кузовом седан (колісна база 3300 мм).

## Див. також

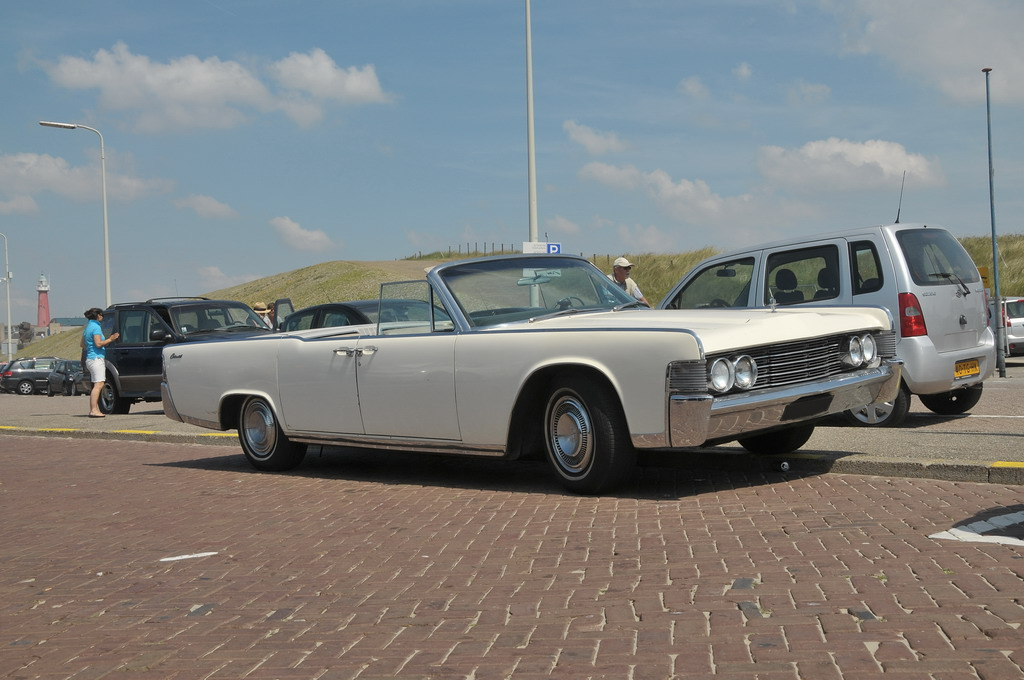
Lincoln Continental 1965
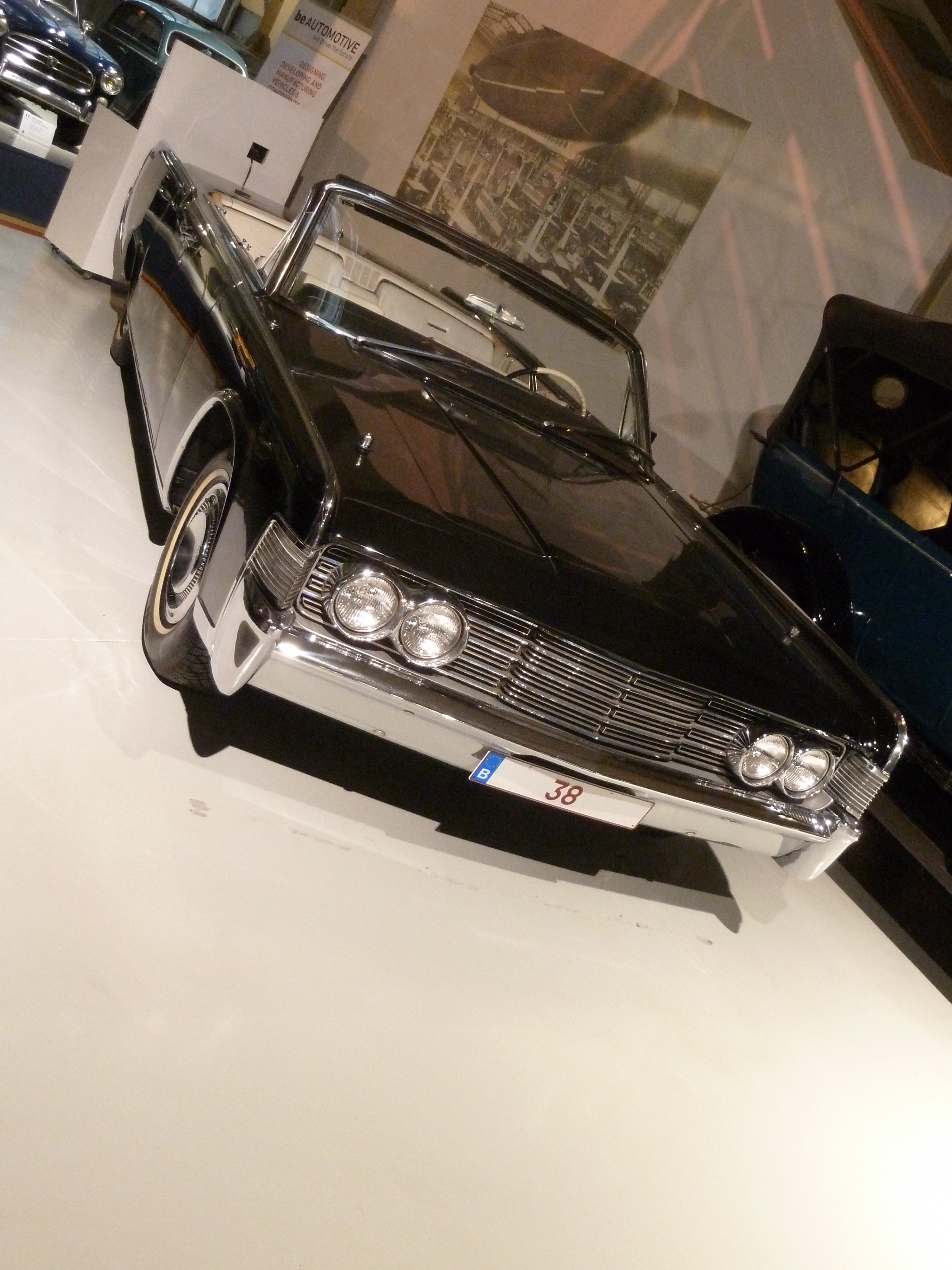
Lincoln Continental 1965
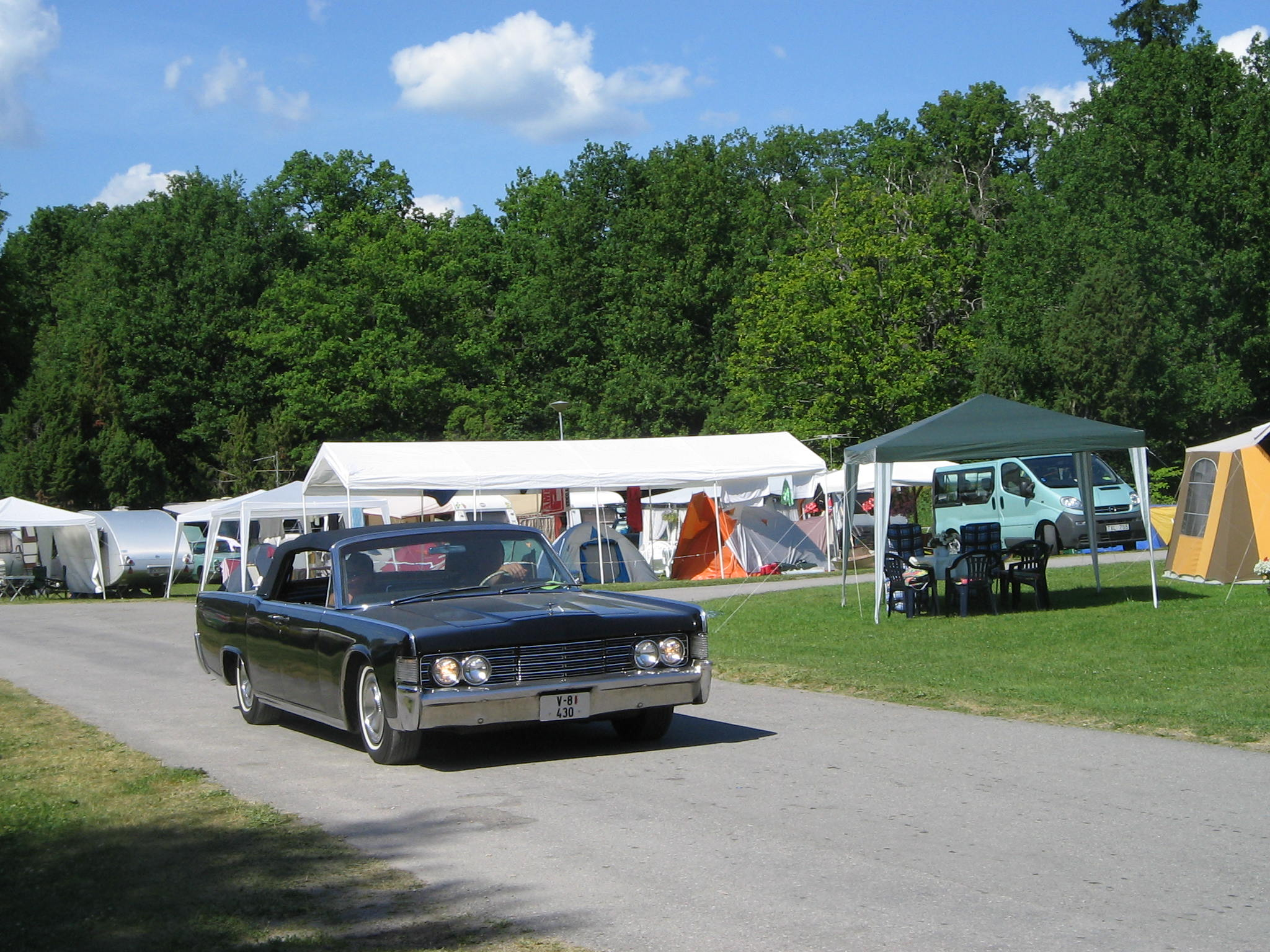
Lincoln Continental 1965
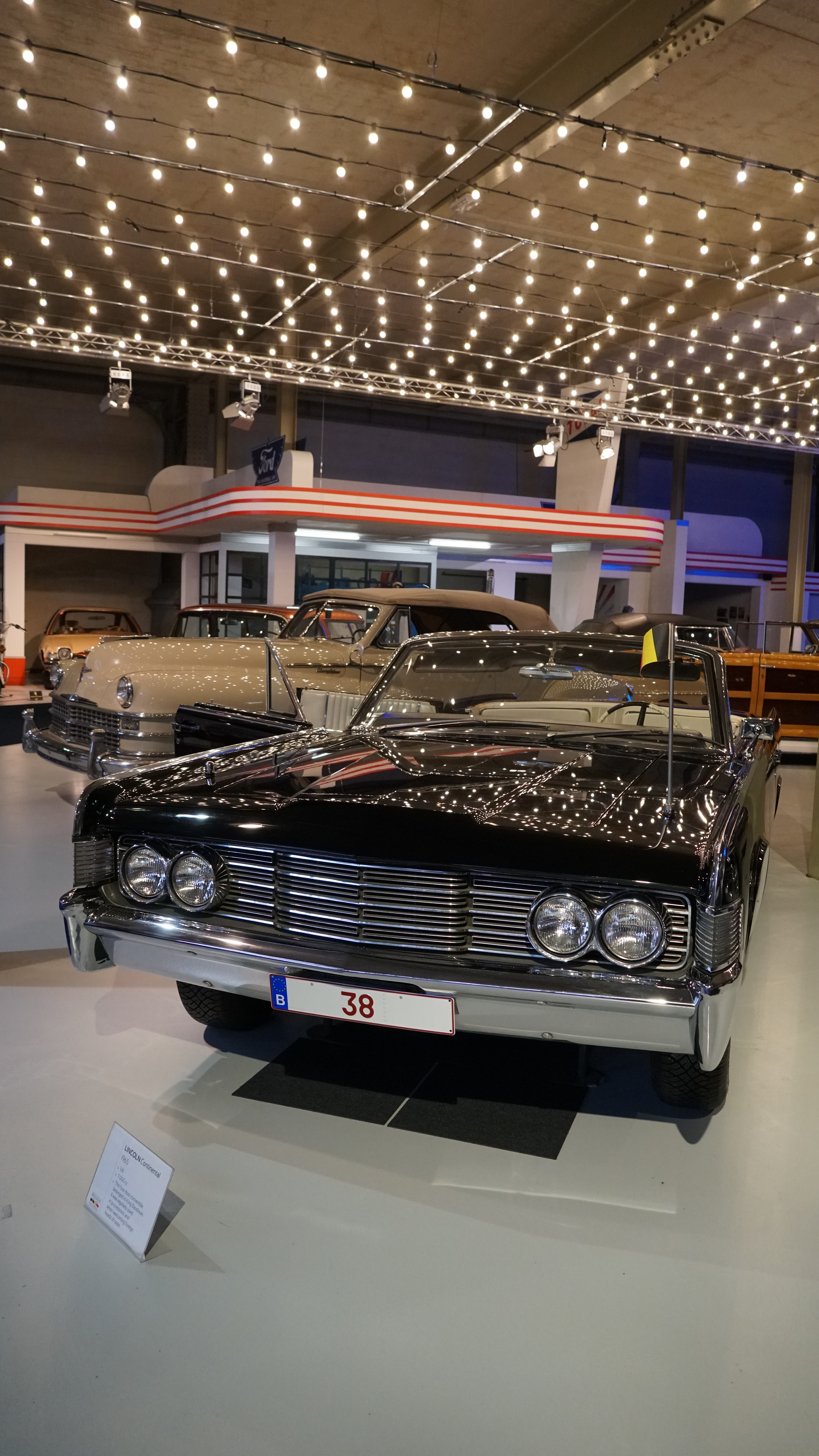
Lincoln Continental 1965
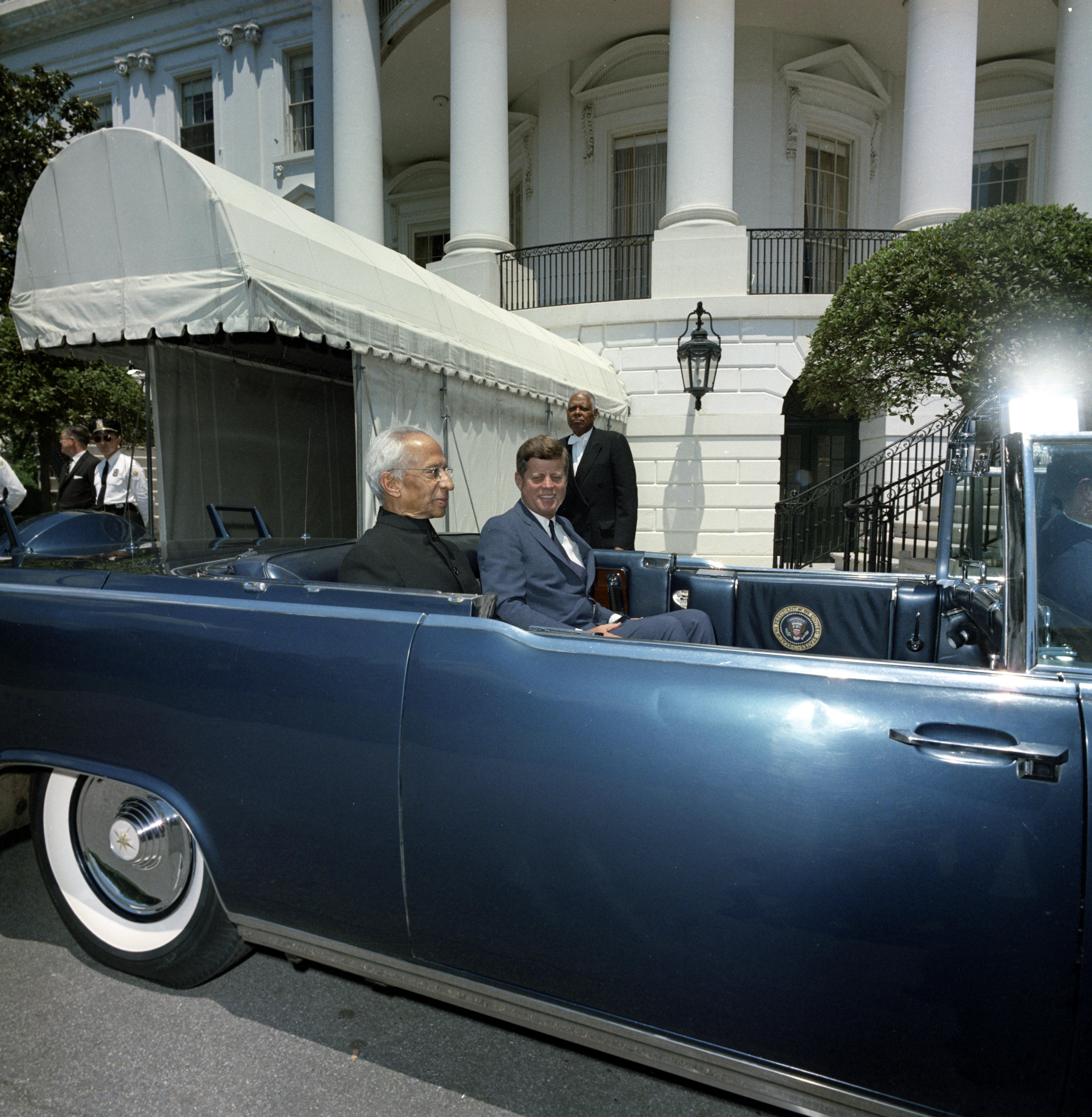
Lincoln Continental
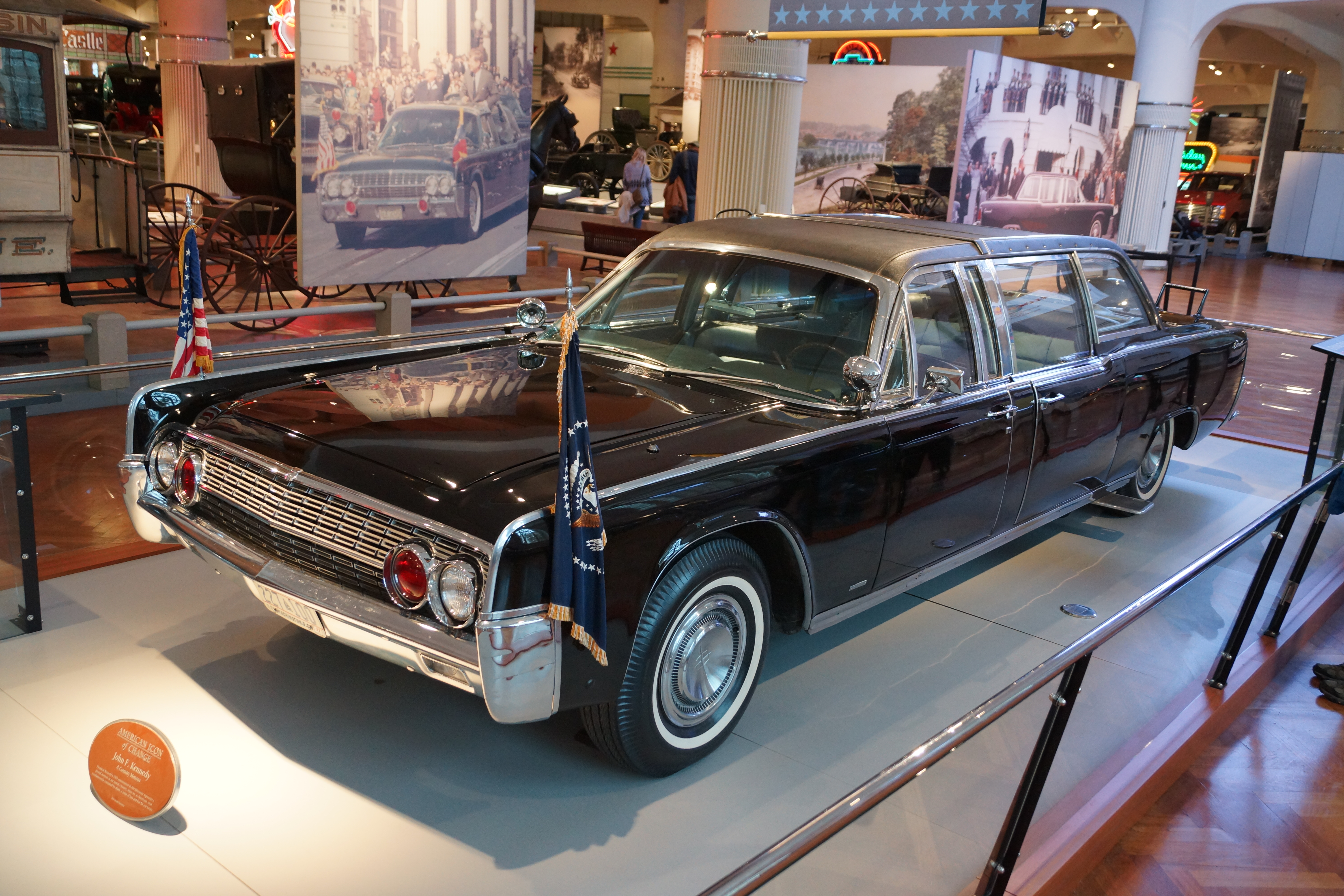
Kennedy Car 1961 Lincoln Continental
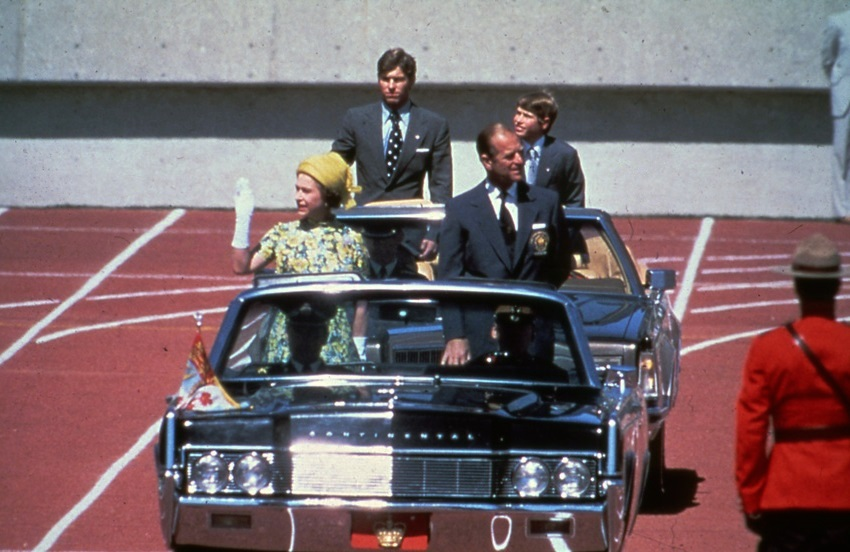
British royal family in a Continental (Canada, 1967)
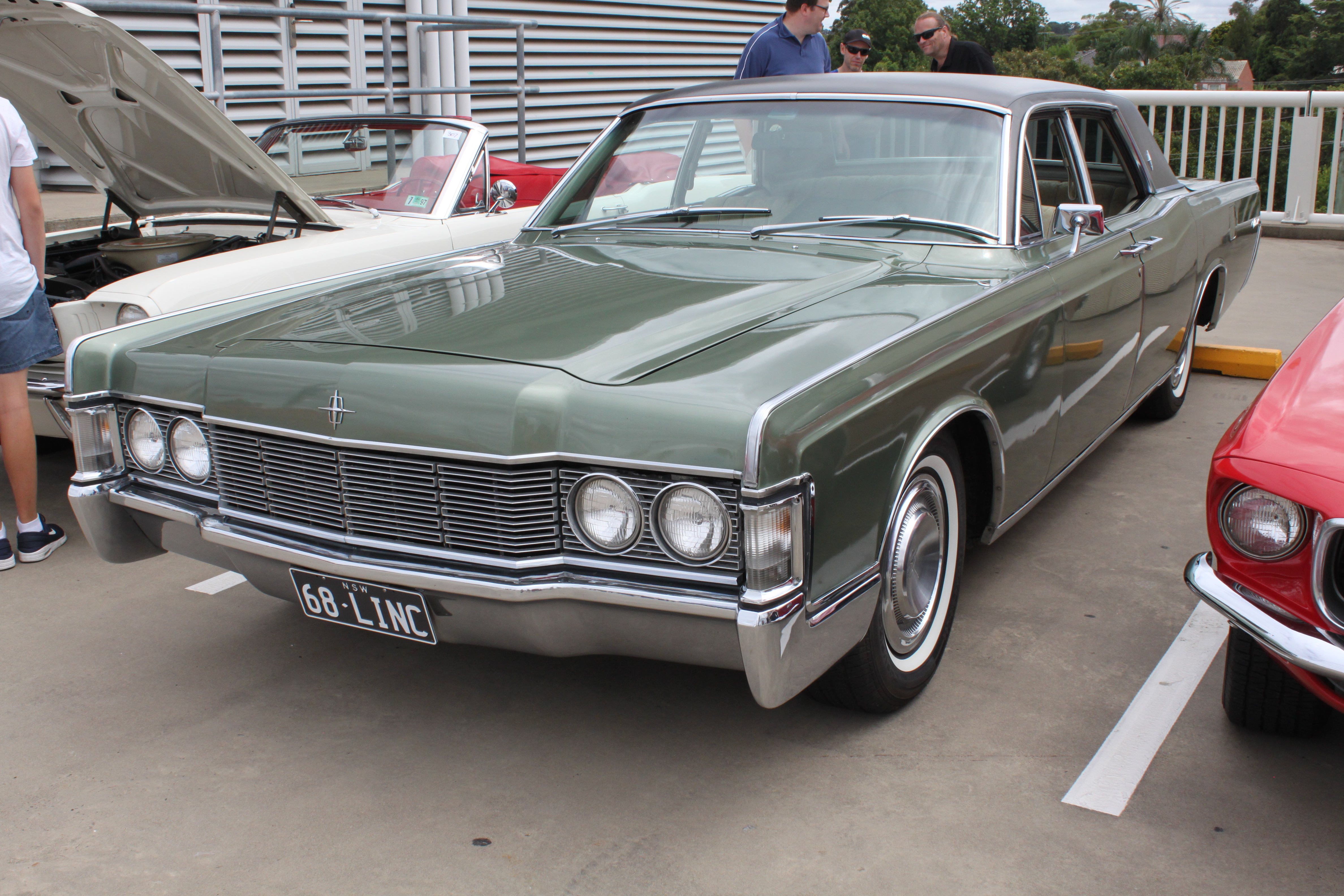
1968 Lincoln Continental
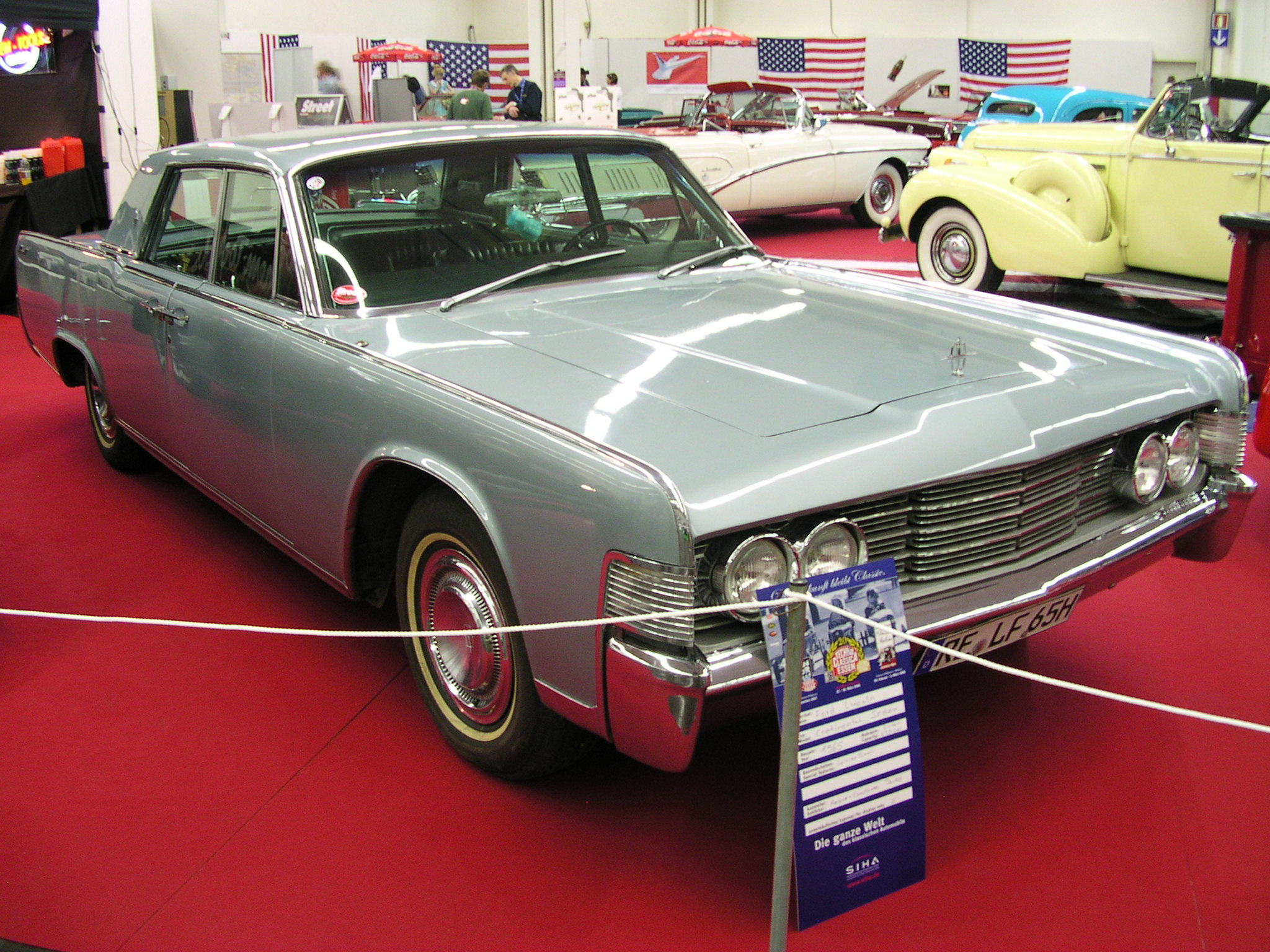
1965 Lincoln Continental
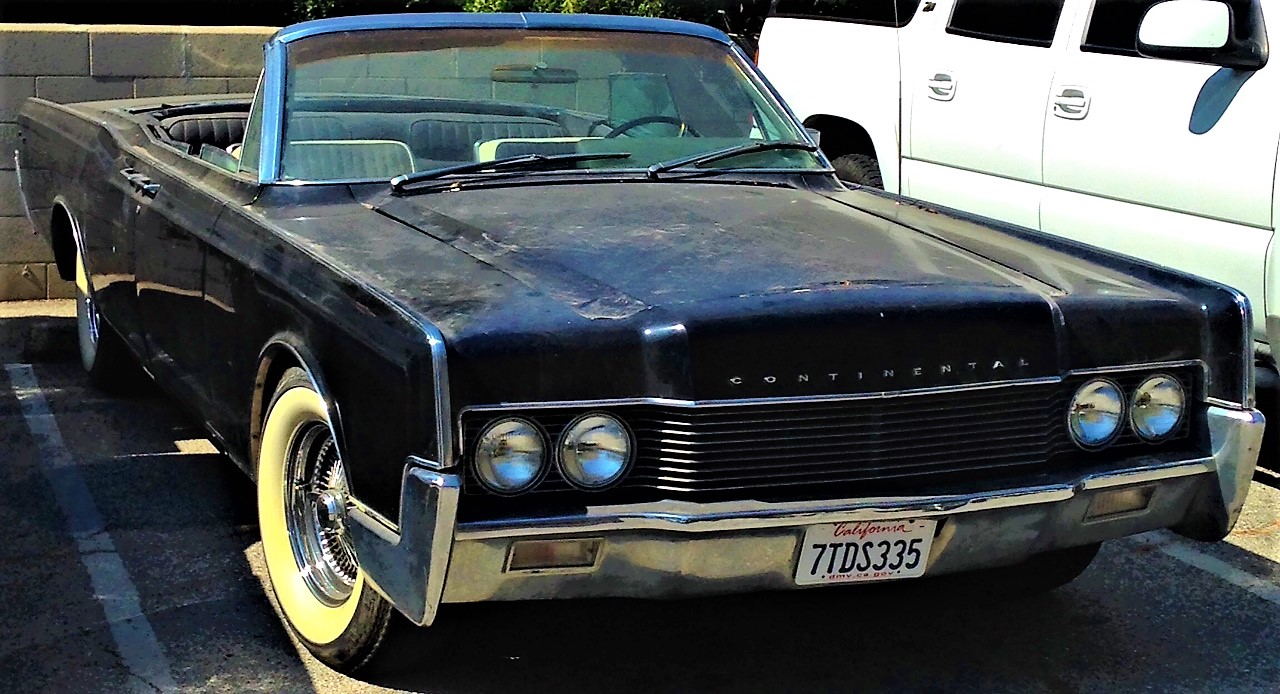
Lincoln Continental
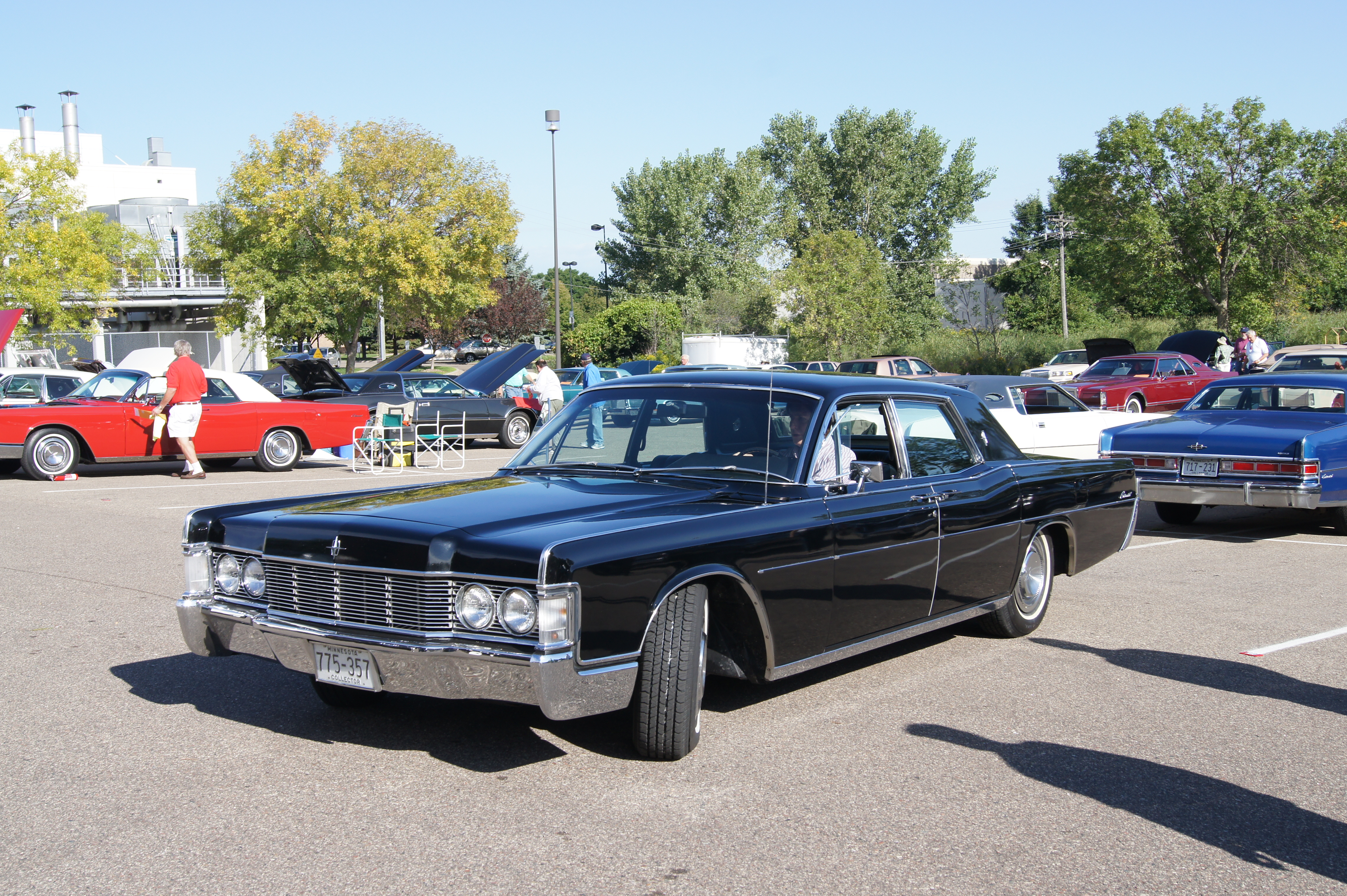
Lincoln Continental
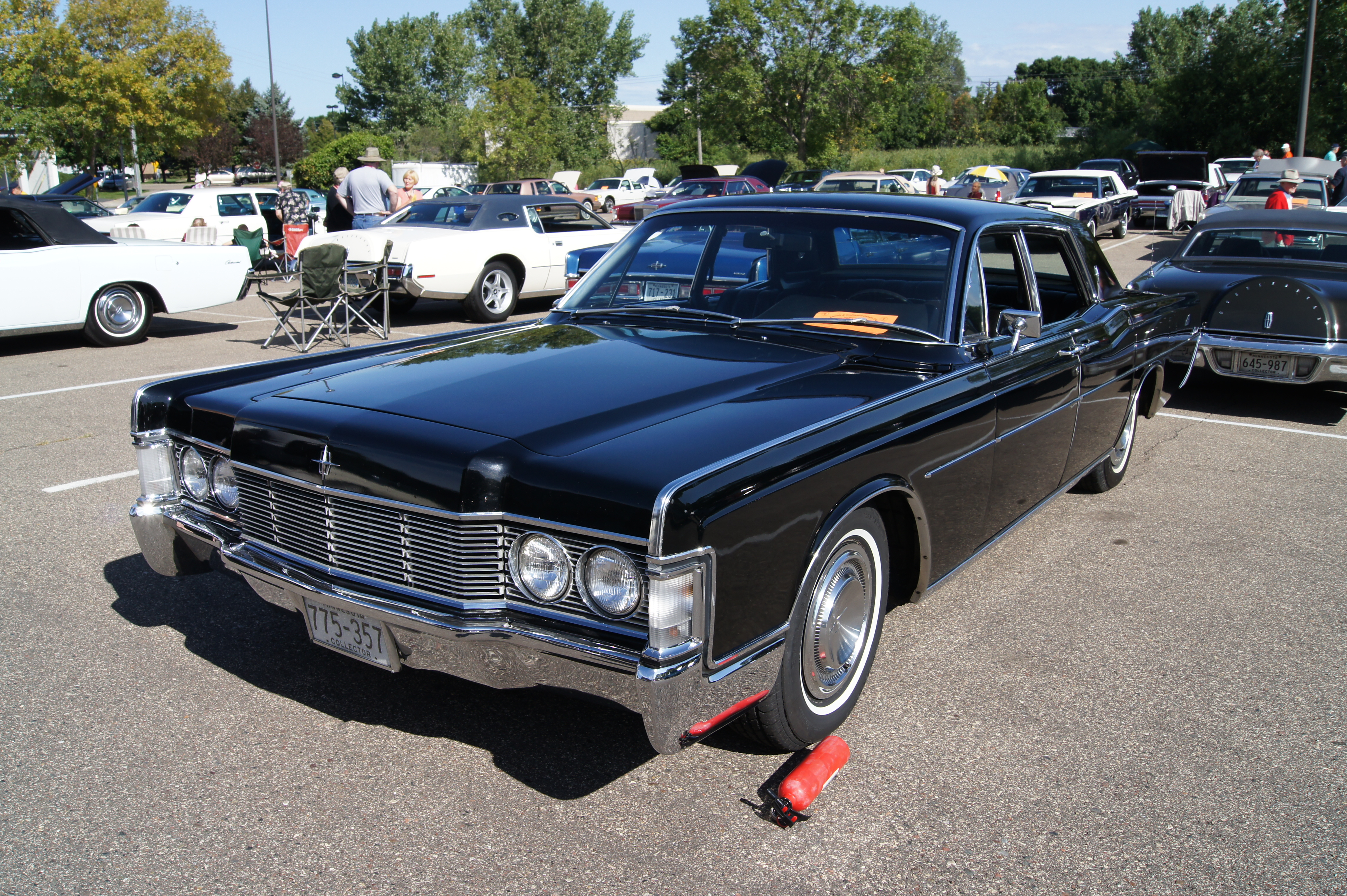
Lincoln Continental
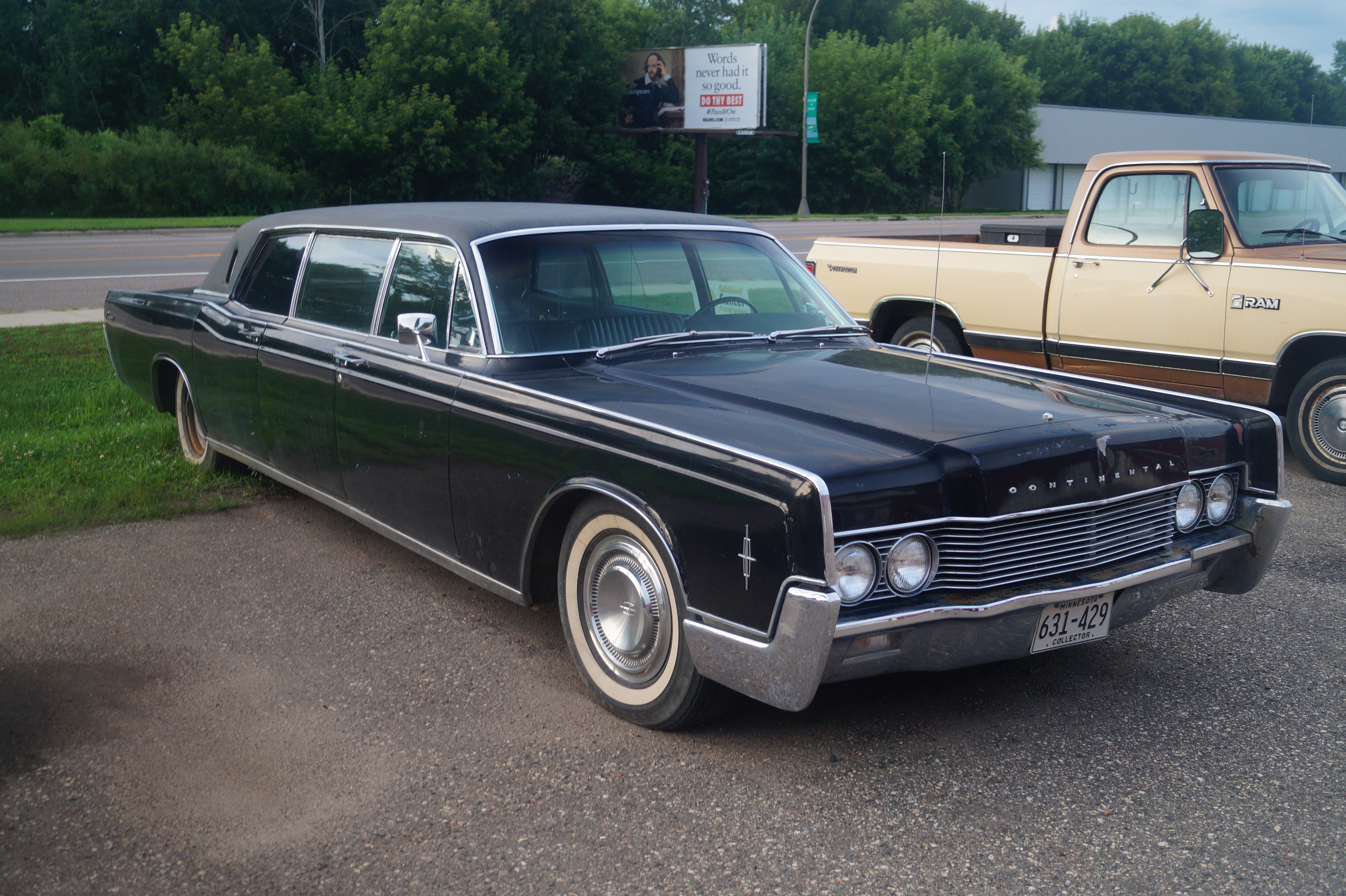
Lincoln Continental